# Rikke Møller Pedersen
Rikke Møller Pedersen (Odense, 9 de janeiro de 1989) é uma nadadora dinamarquesa, medalhista olímpica.

## Carreira

### Rio 2016
Møller Pedersen competiu na natação nos Jogos Olímpicos de Verão de 2016, onde conquistou a medalha de bronze com o revezamento 4x100 metros medley.